# 八溝山地
八溝山地（やみぞさんち）は、福島県白河市南部から茨城県と栃木県の県境付近を南下し、筑波山に至る山地。福島県東白川郡棚倉町と茨城県久慈郡大子町に跨がって座す八溝山を主峰とする。阿武隈高地とは棚倉構造線によって生じた地溝を流れ下る久慈川によって隔てられる。かつては広義の阿武隈高地に含めることもあったが、今日では別のものと考えられている。

## 地理

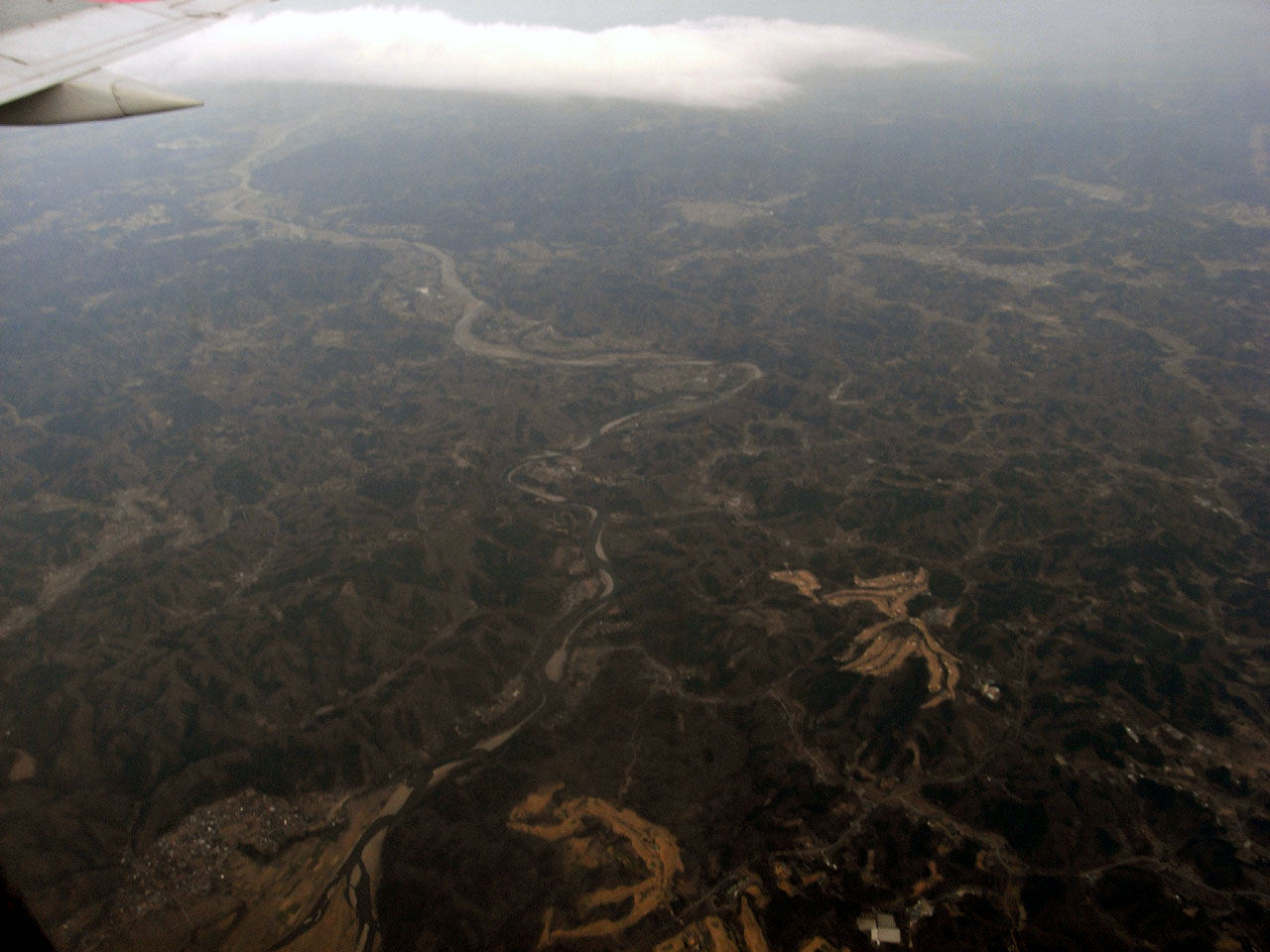
写真下箒川が那珂川に合流し八溝山地鷲子山塊と鶏足山塊の間を東折する（2008年3月30日撮影）

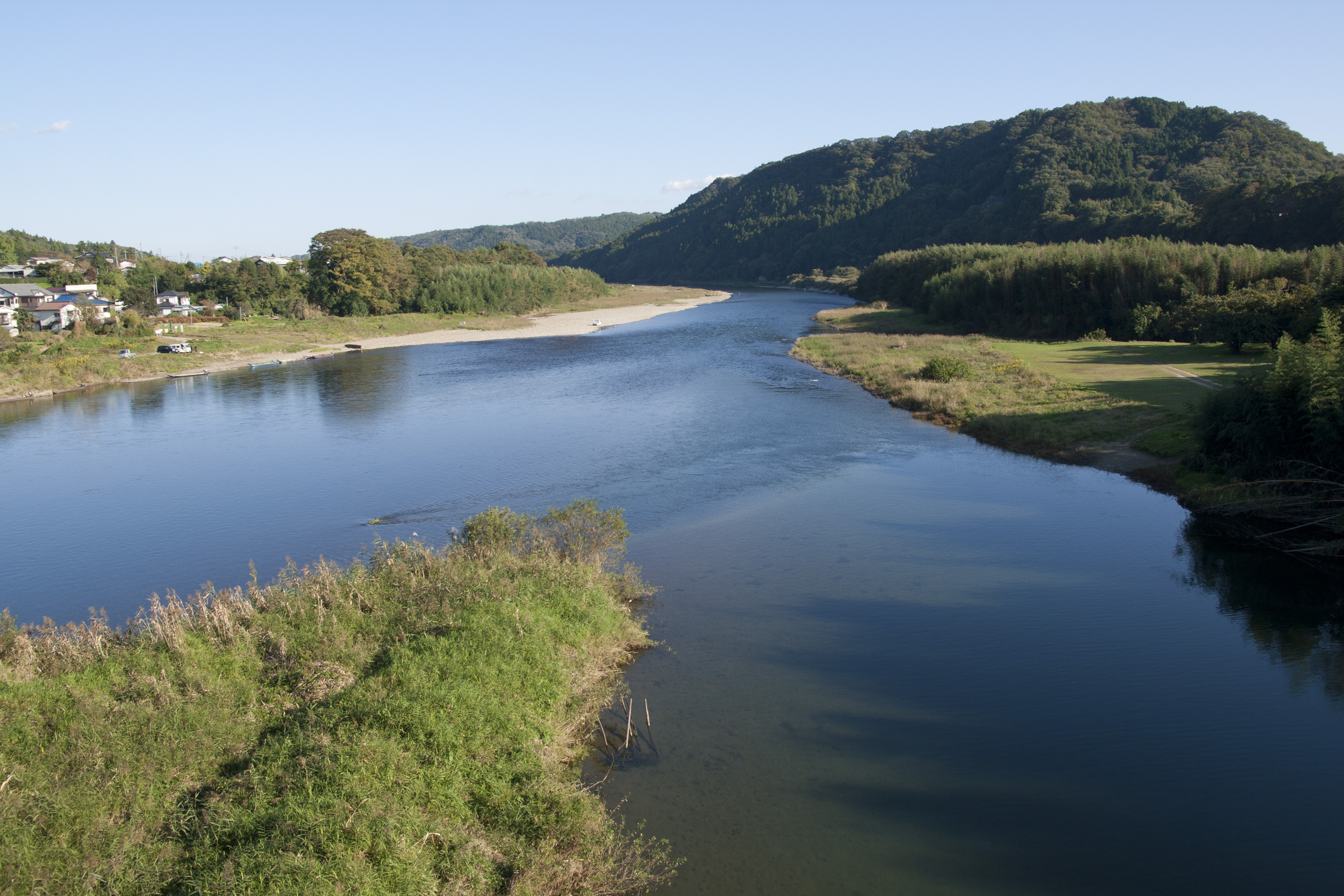
鷲子山塊と鶏足山塊の間を流れる那珂川（2016年10月）

開析が進んでおり樹枝状もしくは放射状に谷が刻まれていて、北から順に八溝山塊、鷲子（トリノコ）山塊、鶏足山塊、筑波山塊に区分される。八溝山塊と鷲子山塊の間は久慈川の支流・押川によって侵食され大子盆地が広がり、鷲子山塊と鶏足山塊の間は那珂川によって著しく侵食されている。鶏足山山塊と筑波山塊の間は最も侵食が進んでおり、水戸線、国道50号、北関東自動車道が通っていて北関東地域の交通の要衝となっている。

### 主な山
- 八溝山塊
  - 八溝山（1,022m）
  - 高笹山（922m）
  - 大神宮山（746m）
  - 大笹山（875m）
  - 五来山（670m）
  - 花瓶山（692m）
  - 高戸山（581m）
- 鷲子山塊
  - 松倉山（345m）
  - 鷲子山（463m） とりのこさん
  - 尺丈山（512m）
  - 愛宕山（477m）
- 鶏足山塊
  - 花香月山（378m）
  - 鶏足山（431m）
  - 仏頂山（431m）
  - 雨巻山（533m）
  - 八瓶山（345m）
- 筑波山塊
  - 筑波山（877m）
  - 加波山（709m）
  - 難台山（553m）

### 行政
関係する自治体は下記の通りである。
- 福島県
  - 白河市
  - 棚倉町
  - 塙町
  - 矢祭町
- 栃木県
  - 那須町
  - 大田原市
  - 那珂川町
  - 那須烏山市
  - 茂木町
  - 益子町
  - 真岡市
- 茨城県
  - 大子町
  - 常陸大宮市
  - 城里町
  - 水戸市
  - 笠間市
  - 桜川市
  - 石岡市
  - つくば市
  - 土浦市
  - かすみがうら市

## 地質
筑波山塊以外の3つの山塊は八溝層群と呼ばれる砂岩とヘキ岩の互層からなる。鶏足山塊の南部と筑波山塊には花崗岩が存在し、さらに筑波山の標高600m以上の部分には斑れい岩が存在する。

## 文化
- 鷲子山上神社（トリノコサンショウジンジャ）

栃木・茨城県境に位置し同じ敷地内に栃木県側社務所、茨城県側社務所の二つの社務所がある珍しい神社。鷲子山上神社（トリノコサンショウジンジャ）の御祭神は、天日鷲命（アメノヒワシノミコト）といわれる鳥の神様でその使いのフクロウの神社として有名である。